# Johnny Mandel
John Alfred Mandel, detto Johnny (New York, 23 novembre 1925 – Ojai, 29 giugno 2020) è stato un compositore e arrangiatore statunitense.

## Biografia
Nato a New York nel 1925, è cugino del compositore Miles Goodman. Si è formato artisticamente nella città natale e nel 1944 ha iniziato a collaborare con Joe Venuti, Boyd Raeburn, Jimmy Dorsey, Buddy Rich e altri artisti. Tra la fine degli anni '40 e i primi anni '50 ha lavorato con Bob Cooper, Elliot Lawrence, June Christy e Count Basie. 
Come arrangiatore ha collaborato con Frank Sinatra, Tony Bennett, Quincy Jones, Shirley Horn, Diana Krall, Barbra Streisand, Chet Baker, Peggy Lee, Anita O'Day e David Sanborn.  
Nel 1966 ha vinto l'Oscar alla migliore canzone per The Shadow of Your Smile, scritta con Paul Francis Webster e presente nel film Castelli di sabbia. Con questo brano ha ottenuto anche il Grammy Award alla canzone dell'anno nel 1966. Ha ricevuto la candidatura all'Oscar nella stessa categoria l'anno seguente per A Time for Love, il cui testo è di Paul Francis Webster e che è inserita nel film Vivi e lascia morire. Nel 1966 ha ricevuto la candidatura al Golden Globe per la migliore colonna sonora originale e quella per la migliore canzone originale.
Nel 1981 ha vinto il "Grammy Award per il miglior arrangiamento strumentale" per la canzone Velas, composta da Quincy Jones e nel 1991 per Unforgettable, composta da Irvin Gordon e portata al successo da Natalie Cole e precedentemente dal padre Nat King Cole; un anno più tardi ha ottenuto ancora il prestigioso riconoscimento per l'album di Shirley Horn Here's to Life.
Ha vinto anche quattro Premi ASCAP e altri riconoscimenti.

Johnny fece parte del terzo ''act'' americano(dopo Fern Kinney e prima di altri gruppi come gli Odyssey)

## Filmografia parziale
Ha curato o composto la colonna sonora di oltre 50 tra film e produzioni televisive.

### Cinema
- Non voglio morire (I Want to Live!), regia di Robert Wise (1958)
- Tempo di guerra, tempo d'amore (The Americanization of Emily), regia di Arthur Hiller (1964)
- Castelli di sabbia (The Sandpiper), regia di Vincente Minnelli (1965)
- Detective's Story (Harper), regia di Jack Smight (1966)
- Arrivano i russi, arrivano i russi (The Russians Are Coming the Russians Are Coming), regia di Norman Jewison (1966)
- Senza un attimo di tregua (Point Black), regia di John Boorman (1967)
- Dolce veleno (Pretty Poison), regia di Noel Black (1968)
- Il pistolero di Dio (Heaven with a Gun), regia di Lee H. Katzin (1969)
- Quel freddo giorno nel parco (That Cold Day in the Park), regia di Robert Altman (1969)
- M*A*S*H, regia di Robert Altman (1970)
- L'ultima corvé (The Last Detail), regia di Hal Ashby (1973)
- Incredibile viaggio verso l'ignoto (Escape to Witch Mountain), regia di John Hough (1975)
- I giorni impuri dello straniero (The Sailor Who Fell from Grace with the Sea), regia di Lewis John Carlino (1976)
- Tutto accadde un venerdì (Freaky Friday), regia di Gary Nelson (1977)
- Il segreto di Agatha Christie (Agatha), regia di Michael Apted (1979)
- Oltre il giardino (Being There), regia di Hal Ashby (1979)
- Palla da golf (Caddyshack), regia di Harold Ramis (1980)
- Trappola mortale (Deathtrap), regia di Sidney Lumet (1982)
- Cercando di uscire (Lookin' to Get Out), regia di Hal Ashby (1982)
- Il verdetto (The Verdict), regia di Sidney Lumet (1982)
- Brenda Starr - L'avventura in prima pagina (Brenda Starr), regia di Robert Ellis Miller (1989)

### Televisione
- Mr. Roberts (Mister Roberts) (1965-1966)
- Detective anni trenta (Banyon) (1972-1973)
- M*A*S*H (1972-1981)
- Vicini troppo vicini (Too Close for Comfort) (1980-1981)
- Evita Peron (1981)
- A Letter to Three Wives (1985)
- Gli uomini delle altre (Single Women Married Men) (1989)

## Discografia parziale
- 1958 - A Sure Thing: David Allen Sings Jerome Kern
- 1984 - Zoot Sims Plays Johnny Mandel: Quietly There
- 1993 - A Time for Love... The Music of Johnny Mandel
- 2011 - Johnny Mandel, A Man and His Music